# 中俄关系
中华人民共和国—俄罗斯联邦关系，常稱中俄关系（俄语：Китайско-российские отношения），指1991年蘇聯解體后，中華人民共和國與俄罗斯联邦之間的雙邊關係。
中华人民共和国与俄罗斯是领土相连的邻国，有超过4,000公里的边界线。两国领土面积大，人口众多，而且都是联合国安全理事会常任理事国，在国际关系体系中有重要地位。两国都是军事强国，中俄关系发展直接涉及地区乃至世界安全。两国经济有互补性，中俄间有紧密的经济合作。
1991年5月，中共中央总书记、中央军委主席江泽民出访苏联，与苏共中央总书记、苏联总统戈尔巴乔夫会面。中苏双方签署《中苏国界东段协定》，成立勘界委员会，又决定了一些争议岛屿主权谁属，解决了97%的中苏东段边界争议。苏联解体后，1992年12月，中国国家主席杨尚昆与俄罗斯总统叶利钦会面，中俄两国元首签署了《关于中俄相互关系基础的联合声明》，中共中央总书记江泽民与到访的叶利钦会谈，中俄领导人宣布双方“相互视为友好国家”，解決了中蘇交惡以來的對立情緒，並透過處理邊界矛盾使得歷史糾紛得到緩和。1996年，两国建立战略协作伙伴关系，确立两国间的特殊关系。
2001年签署《中俄睦邻友好合作条约》，2011年建立平等信任、相互支持、共同繁荣、世代友好的全面战略协作伙伴关系，此後合作逐漸增加，2019年提升为中俄新时代全面战略协作伙伴关系。2022年3月，中国国务委员兼外交部长王毅在记者会上指出，中俄关系具有独立自主价值，建立在不结盟、不对抗、不针对第三方基础之上，更不受第三方的干扰和挑拨。这既是对历史经验的总结，也是对国际关系的创新。前挪威駐北京經濟參事﹑研究所專家榮英格（Jo Inge Bekkevold）於《外交政策》中指出，當前的中俄關係建立在更堅實的地緣政治、經濟、意識形態、領導層和機構五個關鍵因素上，是其相對中蘇時代處於敵對的不同基礎。

## 历史
1991年末蘇聯解體，蘇聯各加盟共和國各自成為了獨立的國家。其中，俄罗斯苏维埃联邦社会主义共和国更名为俄罗斯联邦，成为苏联的主要继承国。1991年12月27日，中华人民共和国与俄罗斯联邦签署会谈纪要，解决了两国关系的继承问题。同日，中華人民共和國政府宣佈承認俄羅斯聯邦政府，时任中华人民共和国外交部部长錢其琛致電时任俄羅斯聯邦外交部部長科济列夫，表示中方決定改任原來的駐蘇聯大使王藎卿為中國駐俄羅斯大使。1992年9月15日，叶利钦签署关于俄罗斯联邦与台湾关系的总统令，重申俄罗斯承认只有一个中国，中华人民共和国政府是代表全中国人民的唯一合法政府，台湾是中国不可分割的一部分。

### 高层互访

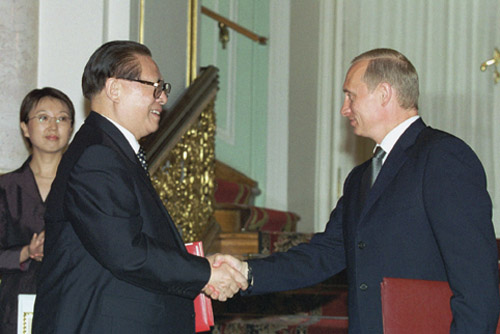
2001年，江泽民与普京在签署《中俄睦邻友好合作条约》后握手

1992年12月，叶利钦应杨尚昆邀请正式访问中华人民共和国，并与中共中央总书记江泽民和中国国家主席杨尚昆进行了会晤。杨尚昆和叶利钦签署了《关于中华人民共和国和俄罗斯联邦相互关系基础的联合声明》，把中俄关系提升至「睦邻友好、互利合作」的層次。1994年9月，江泽民出访俄羅斯，兩國領導人再次签署联合声明，決定使中俄关系成為「建设性伙伴关系」。1995年6月中国国务院总理李鹏对俄罗斯进行正式访问，双方签署了《中俄联合公报》、《中华人民共和国和俄罗斯联邦引渡条约》、《中华人民共和国政府和俄罗斯联邦政府关于共同建设黑河-布拉戈维申斯克黑龙江（阿穆尔河）界河大桥协定》等8个文件。其後，叶利钦在1996年4月再度访华，与江泽民舉行会谈；中俄領導人签署第三次联合声明，宣布建立中俄之間「平等信任、面向21世纪的战略协作伙伴关系」。1997年4月，江泽民对俄罗斯进行国事访问。这是自1992年以来中俄第四次最高级会晤。1997年11月，叶利钦对中国进行国事访问。1998年11月，江泽民访俄，并与叶利钦举行了中俄元首首次非正式会晤。1999年12月，叶利钦访华，与江泽民举行了两国元首第二次非正式会晤。2001年7月，江泽民对俄罗斯进行国事访问，双方签署了《中俄睦邻友好合作条约》。
2002年12月，俄罗斯总统普京访华，会见即将离任的中国国家主席江泽民以及新当选的中共中央总书记胡锦涛。2004年9月，中国国务院总理温家宝正式访问俄罗斯并举行中俄总理第九次定期会晤。2004年10月，普京对中国进行国事访问，中俄发表联合声明，并签署了《中华人民共和国和俄罗斯联邦关于中俄国界东段的补充协定》。2005年6月底至7月初，中国国家主席胡锦涛对俄罗斯进行国事访问，两国签署《中俄关于21世纪国际秩序的联合声明》和《中俄联合公报》。

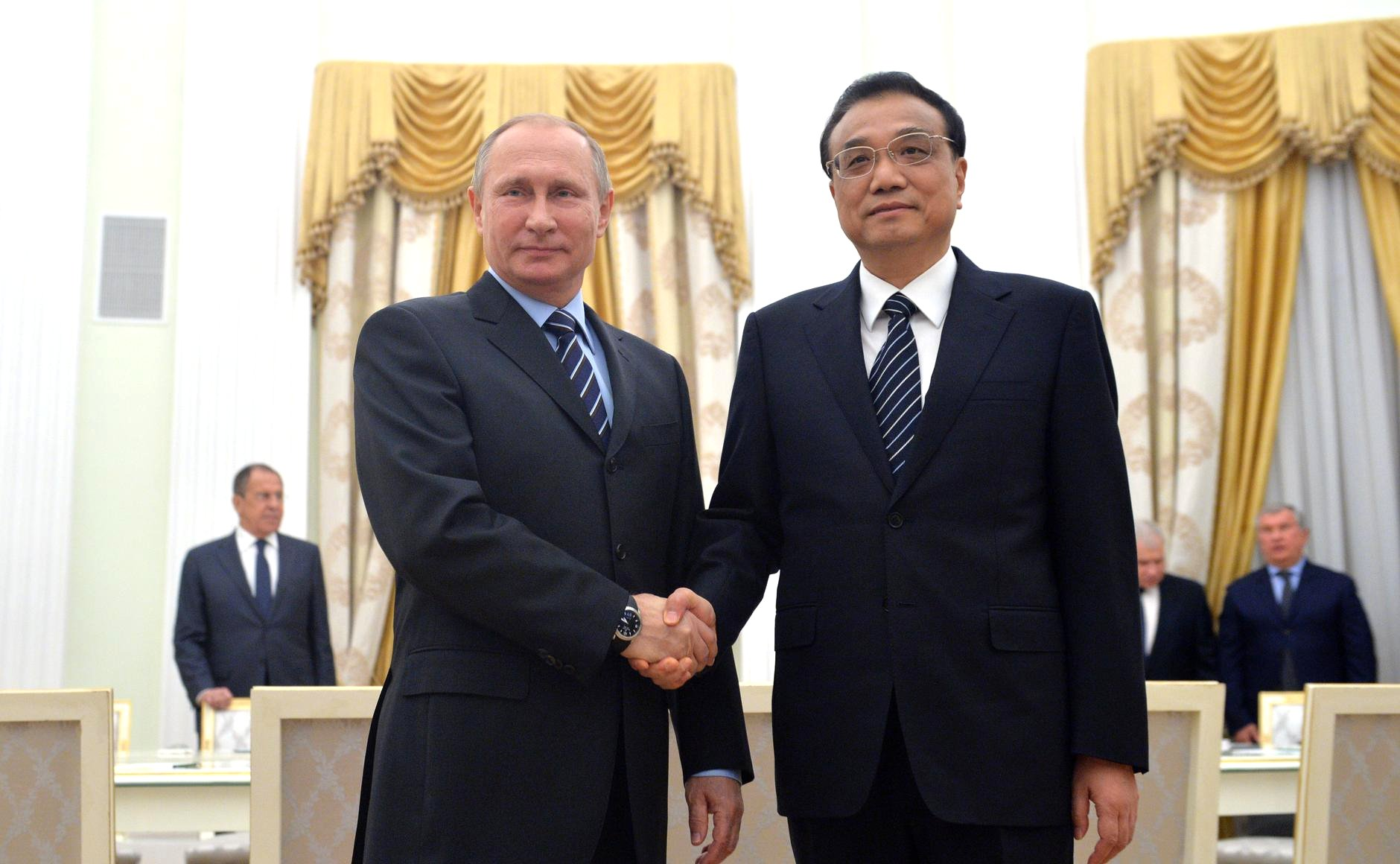
2016年11月，中国总理李克强与俄罗斯总统普京会面

2013年上半年，中共中央總書記兼中國國家主席習近平访问莫斯科，并發表演說形容中俄关系是「世界上最重要的一組雙邊關係」和「最好的一組大国關係」:207。2018年9月11日至12日，习近平应普京邀请，赴俄罗斯符拉迪沃斯托克（海参威）出席第四届东方经济论坛。这是习近平自2012年出任中共中央总书记成为最高领导人以来第7次访俄，也是2018年内中俄两国元首的第3次会晤。2019年6月5日，正值中美貿易戰激化期間，習近平訪問俄羅斯，中俄领导人决定将中俄關係提升为新时代全面战略协作伙伴关系。2021年12月15日下午，习近平在北京與普京举行视频会晤。2022年2月4日，普京访华并出席北京第24届冬奥会开幕式。中华人民共和国和俄罗斯联邦發表联合声明，指出两国友好没有止境，合作没有禁区。截至當日，習近平自2012年就任中共中央总书记成为最高领导人以來，已38次會見普京。2023年3月20日，习近平抵达莫斯科對俄羅斯進行國事訪問。
2023年4月16日，普京在莫斯科会见中国国务委员兼国防部长李尚福。双方强调了中俄双边关系的战略重要性，并称将提升双边的军事联系。5月23至24日，俄罗斯总理米舒斯京正式訪問中國。习近平向米舒斯京承诺坚定支持俄罗斯核心利益，并呼吁加强与俄罗斯的经济合作。

### 中俄边界
经过多年努力，中國和俄羅斯已经完全解決历史遗留下来的边界问题。中俄边界全长4370多公里，其中东段边界长约4320公里，西段长约54公里。1991年5月，江澤民出訪蘇聯，與戈爾巴喬夫會面。中蘇雙方簽署《中苏国界东段协定》，希望進一步解決自1960年代以來一直維持的邊境爭端，並劃定中蘇邊界。然而1991年發生蘇聯解體，後幾個月多方開始重新勘界。1994年9月3日中俄签署了《中俄国界西段协定》，劃界工作在1998年完成。	
1997年11月，葉利欽在北京會見江澤民，並簽署了有關東段的劃界协议。兩國最後未定的領土問題在2004年普京访华期间签署的《中俄边界东段补充协定》中得到解決。根據該協議，俄羅斯將轉讓阿巴該圖洲渚一部分、整個銀龍島、大約半個黑瞎子島以及部分鄰近河島予中國。2005年4月27日和5月31日，中俄两国最高权力机关分别批准了该协定。2005年6月2日，《中俄国界东段补充协定》在双方互换批准书后正式生效，标志着中俄边界线走向全部确定。

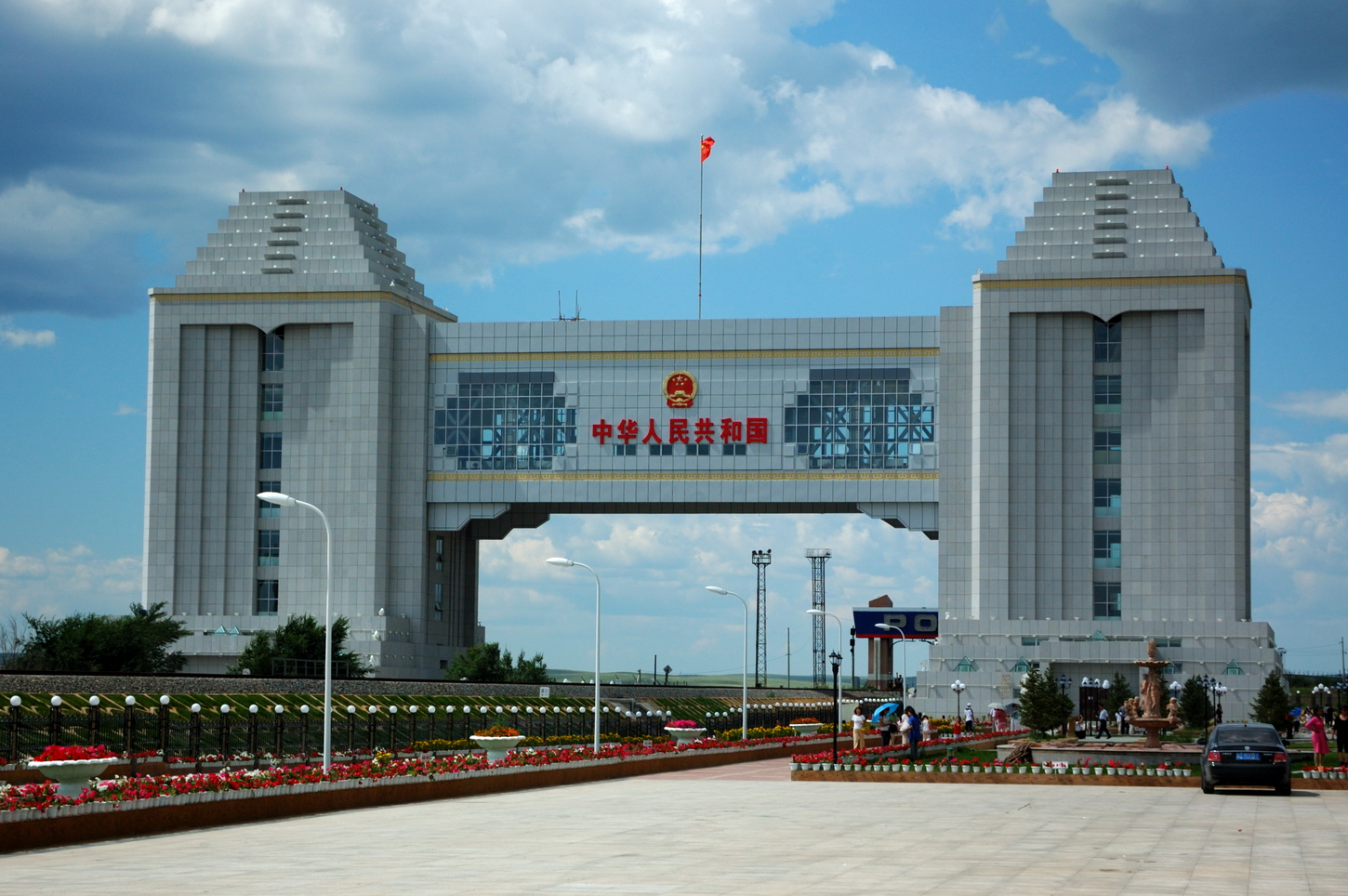
中国最大的陆路口岸满洲里

2006年，中俄簽署一項邊界管理方面的協議，要求兩國各自清除寬15公尺的樹、沿界線形成一個地帶（即邊界線各清除7.5公尺）（第6條）。界河和界湖只要位於各自界線以內，容許民用導航（第9條），該水域垂釣亦採用類似原則（第10條）。任一方都應該實行措施以免放牧動物跨越對方邊界，努力拘禁和遣返落入對方領土的家禽（第17條）。禁止在邊界線以內1公里使用火器狩獵的行為，狩獵者禁止跨越邊界追逐受傷動物（第19條）。被扣留的非法入境者須在扣留後7天內遣返回原居地（第34條）。
截至2013年10月1日，中俄边界有陆运和水运口岸共22个，集中在黑龙江、内蒙古和吉林三个省区。其中21个是1994年1月27日双边协议下开设，另有一个在俄罗斯政府额外特别要求下指定。包括：
- 黑龙江（15个口岸）：漠河（港口）、黑河（日语：黒河口岸）、孙吴（日语：孫呉口岸）、逊克（日语：遜克口岸）、嘉荫（日语：嘉陰口岸）、萝北（日语：蘿北口岸）、同江、抚远（日语：撫遠口岸）、饶河（日语：饒河口岸）、虎林、密山、绥芬河（公路）、绥芬河（铁路）、东宁、富锦
- 内蒙古（5个口岸）：满洲里（公路）、满洲里（铁路）、黑山头（公路）、室韦（公路）、二卡（公路）[33]
- 吉林（2个口岸）：珲春（公路）、珲春（铁路）

## 经贸关系

### 双边贸易
苏联解体后，俄罗斯极度缺乏轻工业产品，这使中国小商品及服装产业经营者开始从事民间边贸活动。这些国际“倒爷”大多乘火车（尤其是3/4次列车）自行带货，列车进入俄罗斯境内后，每停一站即有中国倒爷站在车窗口售货，经常是车还没到莫斯科，货便已售罄。这种暴富现象也引起了不法分子的注意，1993年更因此发生了一系列抢劫案。同时，一些「倒爷」将劣质产品带到俄罗斯销售，中国货的声誉受到一定程度损害。
2015年5月，中俄两国签署了《关于丝绸之路经济带建设与欧亚经济联盟建设对接合作的联合声明》。在“一带一路”战略促进下，除了官方贸易外，中俄民间贸易也呈现良好的发展势头。2019年数据显示，已有数十家中资企业入驻俄罗斯远东跨越式发展区和符拉迪沃斯托克自由港。之前俄罗斯的日用消费品主要来源于欧盟、土耳其等地。随着国际政治环境的变化，俄罗斯这些消费品的供应开始更多地来自中国。中國的綏芬河市是中俄兩國其中一個最重要的貿易口岸，提供各式各樣的貨品，貨物出口到近乎半個俄羅斯的地區。俄屬遠東的市場幾乎被中國貨物壟斷，一些俄羅斯人對此感到憂慮。
2019年，中俄双边贸易额1107.57亿美元，同比增长3.4%。中国连续10年保持俄罗斯第一贸易伙伴国地位，俄罗斯在中国主要贸易伙伴中排名第11位，2020年1-9月，中俄双边贸易额788.43亿美元，同比下降2%。2021年中俄双边贸易额达到历史最高水平，超过1400亿美元。同时，2022年上半年的贸易额增长了16%。中俄双边贸易统计数据显示，俄罗斯向中国出口主要集中在能源、资源、农业等方面，而中国向俄罗斯出口则主要是设备、电子产品、家电等等。2023年第一季度，俄羅斯成為中國汽車出口的最大買家，首季中國汽車在俄國市佔率達42.5%。2023年，俄罗斯是中国第四大贸易伙伴。两国公司间超过90%的结算以本国货币进行。

### 投资營商
2006年中俄签订《关于鼓励和相互保护投资的协定》。投资优先方向包括机械制造业、建筑材料生产、轻工业、运输与物流、农业、建筑业、信息技术与电信业、银行和保险业、创新与应用科学开发、能源领域、煤炭工业、化工业、林业、采矿业等。2011年，中國合共对俄罗斯直接投资3.03亿美元（不包括金融业），涉及的领域包括能源、矿产资源、林业等，俄罗斯对中國的投资則涉及制造业、运输业等领域；同年，中俄兩國合共签署了總金额為13.8亿美元的工程承包合同。据估计，逾萬名华人在海参崴定居和營商，他们所从事的行業包括飲食業、房地产業、第三产业等，經常遭受俄羅斯警察和幫會勒索；中國則有俄羅斯人在專門服務自己同胞的餐廳工作。2022年9月5日，俄罗斯副总理兼总统驻远东联邦区全权代表特鲁特涅夫在“俄罗斯24”电视台节目中表示，俄罗斯远东地区90%以上的外商投资来自中国。
曾有民意調查在2007年詢問俄羅斯人對國家出現中國勞工、中國企業和中國貨品的喜惡，發現21%的俄國人厭惡當地商鋪出現中國貨品、48%的俄國人厭惡當地有中國企業、41%的俄國人厭惡當地中國勞工日益增加:288–289。雖然俄屬遠東地區勞動力不足，但俄羅斯近年推行了新措施，趕走俄屬遠東的部分中國人:289。华为从1996年开始拓展俄罗斯市场，目前已成为俄罗斯市场的主导电信品牌。中兴则是2002年开始在俄罗斯建立代表处。目前，其在俄罗斯的代表处下辖圣彼得堡、下新城新西伯利亚等7个办事处，共有员工200人。

### 能源合作

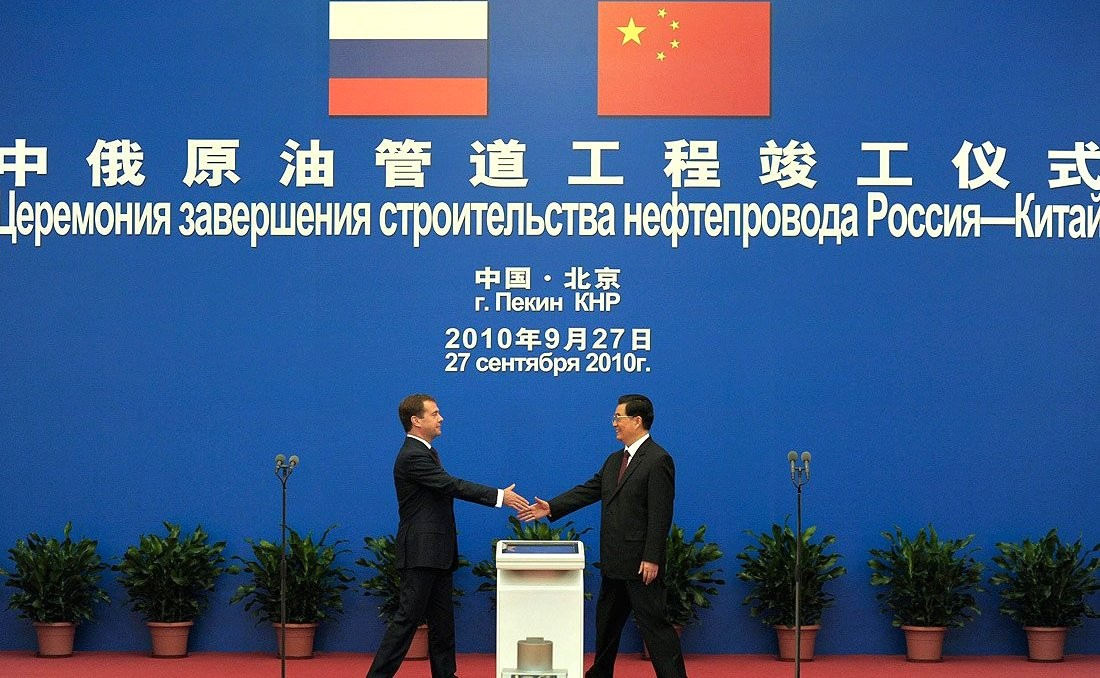
2010年中俄油管竣工

1994年，叶利钦访问中国，两国政府签署《关于共同开展能源领域合作协定》。2016年，俄罗斯成为中国第一大原油进口来源国，第一大电力进口来源国和第五大煤炭进口来源国。2023年俄羅斯又成為中国最大的石油供应国。中俄能源合作的重点项目有：
- 中俄原油管道于2011年1月1日正式投产进油，是中国四大能源战略通道之一。
- 中俄东线天然气管道合同总价值超过4000亿美元，其中项目建设耗资达550亿美元，是俄罗斯自苏联解体后最大的基建项目[49]。
- 田湾核电站位于江苏省连云港市采用俄罗斯VVER-1000改进型核电机组，单机容量106万千瓦，2007年投入商业运行，被誉为“中俄核能合作的典范项目”。[50]

### 跨境支付
双方法定货币人民币与卢布直接交易有助于降低汇率风险，简化交易环节，节省交易成本，丰富企业和市场选择。2010年11月22日和12月15日，卢布和人民币分别登陆中国银行间外汇市场和莫斯科外汇交易中心，开创了两国银行间货币现汇交易的先河。2014年10月，中国人民银行与俄罗斯联邦中央银行签署了双边本币互换协议，规模为1500亿元人民币/8150亿卢布，旨在便利双边贸易及直接投资，促进两国经济发展。此后，中俄贸易中的本币结算比重稳步增长。从2013年至2014年本币结算约为2%至3%，到2020年前8至9个月，这一占比达到24%至25%。2016年，俄罗斯央行把人民币纳入本国外汇储备。截至2021年11月，人民币在俄罗斯外汇储备占比为13.2%，是俄罗斯第三大储备外汇。2023年2月9日，俄罗斯财政部副部长科雷切夫表示，本年度财政部将清空国家财富基金中的欧元份额，将只保留黄金、卢布和人民币。

## 军事关系

### 武器交易
军事关系是国家关系中最具战略性、实质性、标志性、带动性的领域。1989年“六四事件”後，由于中国受到以美国为首的西方大国的军事技术暫停與封锁，在相当长时期，俄罗斯、白俄罗斯和乌克兰等前苏联国家几乎是解放军先进武器装备的唯一来源。90年代中國向俄罗斯採購的軍備包括空军引进的74架苏-27SK及其生产线和17架伊尔-76运输机及若干米-171直升机等，海军向俄罗斯定购的4艘柴油动力潜艇，包括2艘出口型的877型“基洛”级潜艇和两艘改进型的636型“基洛”级潜艇。俄罗斯还于2000年首次向中国提供了10架苏-30MK多用途歼击机和S-300防空导弹。在2022年俄羅斯入侵烏克蘭後，中國提供俄致命武器成為國際政治的談論話題之一，兩國非正式的軍事同盟關係也被討論，以及其對待使用戰術核武器的底限，而美國聲稱會看到中國給予俄國武器，但除了發現一些民用部品證據，至戰事達到一年之際都未發現有直接軍火交易。中方否認並回應，不接受美國發號施令，同時斥責最大販賣戰爭者就是美國，外界則觀望其在一週年之際所發表的和平立場文件，是否會使其在未來繼續言行一致。

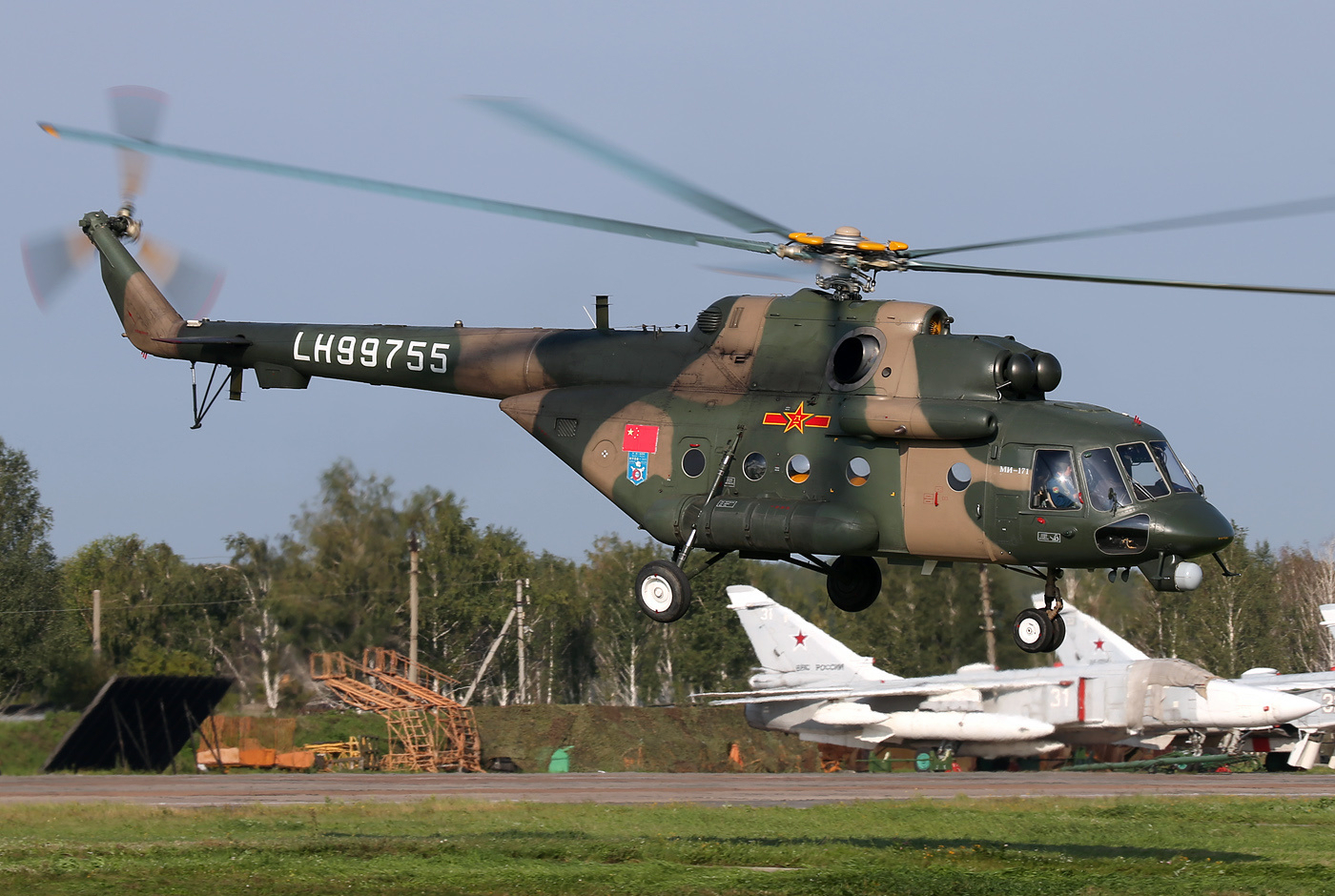
中国人民解放军的米-171

- 现代级导弹驱逐舰：1997年，中俄签署了价值8亿美元的军舰采购合同，中方向俄方采购两艘“现代”级舰及相关武器系统（包括舰载直升机），价值8亿美元，在当时是中俄军事技术合作领域的一个最大项目，两舰（956E型）分别于1999年、2000年交付，被命名为“杭州”号和“福州”号。2001年中国追加两艘改进型（956EM型）的订单，总价值高达14亿美元[64]，于2005年和2006年交付，命名为“泰州”号和“宁波”号。
- Su-35戰鬥機：2015年中国向俄罗斯订购24架Su-35S，合約價值約25億美元[65]。2016年12月25日，蘇-35SK首批4架裝備交付解放軍。
- S-400导弹：2014年11月底，中俄签署出售S-400防空导弹合同，第一批将出售6个营规模装备价值30亿美元[66]。中国成為首個獲得S-400的出口國。2018年中国验收了俄罗斯交付的第一套S-400“凯旋”防空导弹系统[67]，并进行了两次试射。至2020年2月S-400“凯旋”防空系统按照合同交付完毕。[68]
- 直升机：2019年中俄签订了采购121架直升机的合同，包括68架米-171/E直升机、18架米-171Sh直升机、14架采用VK-2500发动机的米-171直升机、21架安萨特直升机。[69]

### 纪念活动
1995年5月7-9日，应叶利钦的邀请，江泽民出席在莫斯科举行的纪念反法西斯战争胜利50周年庆典。2010年5月，胡錦濤親自赴莫斯科出席紀念衛國戰爭勝利的閱兵儀式，又在無名烈士墓前獻花；他表示，中國和俄羅斯人民在第二次世界大戰期間締結的友誼，是現在中俄友好的基礎。
2015年，中國人民解放軍派出共110名軍人組成的儀仗隊，應邀參與2015年红场阅兵；阅兵儀式上，普京在演說中特別提及中國對二戰同盟國勝利的貢獻。同年8月22日，俄罗斯的第154“普列奥布拉任斯基”独立警卫团的仪仗队连，共有76人来到中国，参加9月3日在北京举行的纪念中国人民抗日战争暨世界反法西斯战争胜利70周年大会。
2020年6月24日，中国国务委员兼国防部长魏凤和赴俄出席了纪念苏联卫国战争胜利75周年阅兵活动，中国人民解放军仪仗大队105名军人在阅兵式上亮相。

### 军事演习

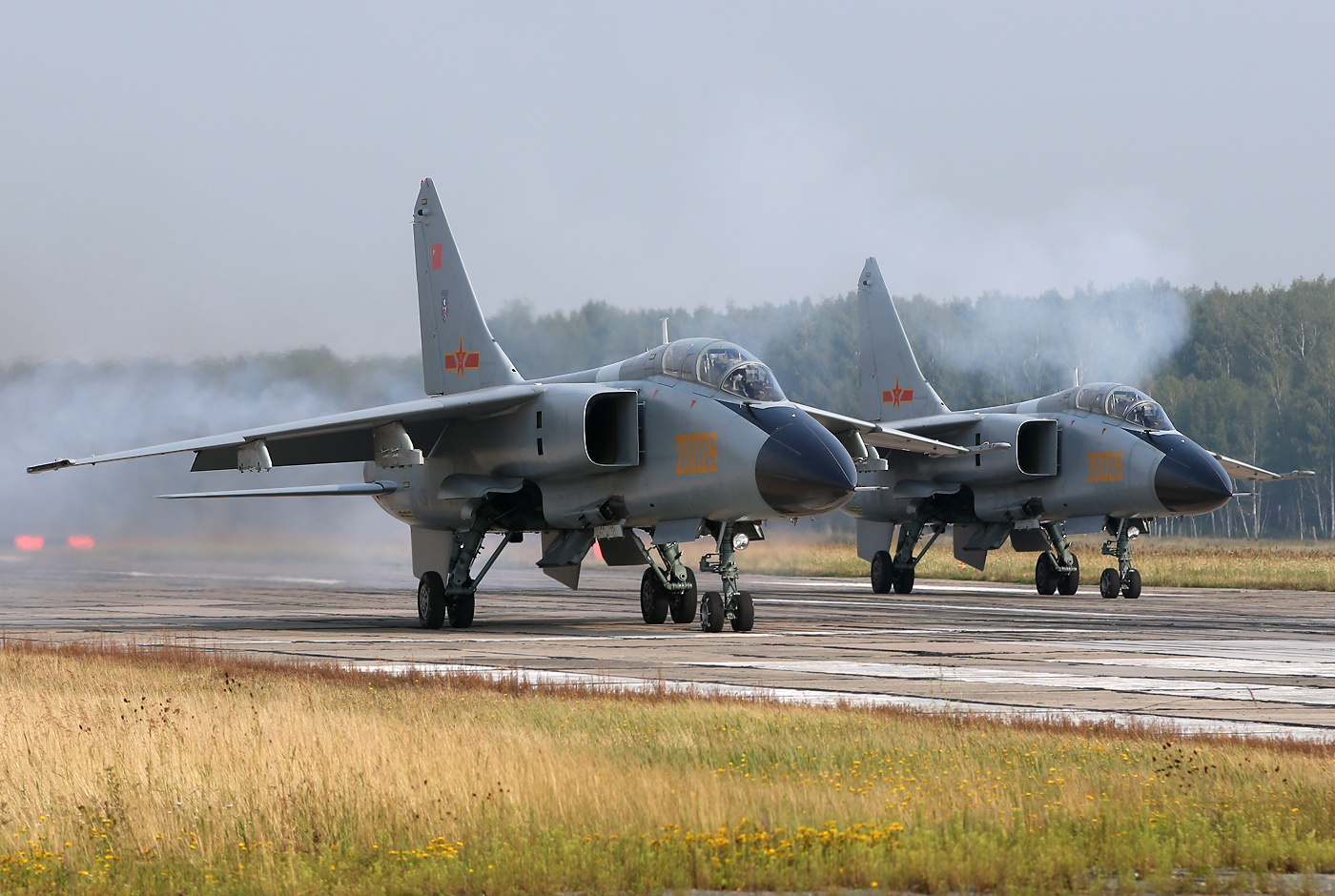
在車里雅賓斯克空軍基地參演的中國解放軍殲轟7

中俄两军联合军事演习的历史始于中华人民共和国建国初期。1957年8月2日，中国、苏联、朝鲜三国军队在三国交界沿海地区举行了以陆军为主、海军和空降兵协同歼灭敌方濒海集团的方面军进攻战役的大规模演习。苏联解体后的首次中俄联合军事演习为2002年上海合作组织成立之初的"演习－01"联合反恐军事演习，为中国首次与外国军队举行的反恐演习，也是中国人民解放军历史上第一次出境演习；而大规模战略性演习始自2005年夏举行的自海参崴（符拉迪沃斯托克）至黄海和胶东半岛的“和平使命”大规模联合军演。此后，中俄两军联合军演逐步实现了机制化，演习地域也从两国的“家门口”逐步扩展至日本海、南海、波罗的海、地中海，从俄国西伯利亚大草原扩展至中国内蒙古训练基地，演训领域由陆空、陆海空扩展至信息安全、联合反导、网络安全等新兴领域，演习级别则从战役战术演习提升至战略演习。
自2007年起，“和平使命”成为上海合作组织框架内举行的多边联合反恐军事演习。自2014年起，演习每两年举行一次，演习地点包括俄罗斯境内车里雅宾斯克州的切巴尔库尔训练场、哈巴罗夫斯克（伯力），中国境内的沈阳军区洮南合同战术训练基地、内蒙古朱日和基地，吉尔吉斯斯坦巴雷克奇市的“埃杰利维斯”训练中心等。经过多年发展，“和平使命”系列联合军事演习已成为上海合作组织框架下反恐安全合作的重要标志之一，也成为成员国之间促进对外军事交流的重要窗口。
2009年，中国海军护航编队与俄罗斯海军护航编队在亚丁湾西部海区举行代号为“和平蓝盾－2009”的联合演练。自2012年以来，中國人民解放軍海軍和俄羅斯海軍着眼海上非传统领域安全和全球海洋战略稳定举行年度例行联合军演，代号为“海上联合”。演习地点从俄罗斯周边的地中海、波罗的海海域到中俄周边的日本海海域，再到中国周边的黄海、东海、南海海域。内容包括联合防空、联合反潜、联合登陆、救援遇险坐底潜艇等科目。
另外，由俄罗斯主导的东方-2018、中部-2019、高加索-2020等演习也曾邀请中国人民解放军参加。2019年7月24日的发布会上，中国国防部发言人吴谦证实中国与俄罗斯两国空军在东北亚地区，组织实施首次联合空中战略巡航。2022年11月30日中俄联合空中战略巡航期间，俄罗斯图-95MS轰炸机在中国机场着陆，而中国轰-6K轰炸机在俄罗斯降落，这是两国执行联合巡航任务的军机首次在对方机场降落。

## 人文交流

### 人员往来
俄罗斯族是中华人民共和国政府认定的55个少数民族之一，散居在新疆维吾尔自治区北部的伊犁、塔城、阿勒泰和乌鲁木齐等地，也有部份散居在黑龙江省和内蒙古自治区东部等地，通用俄语和汉语:62－63。根据2010年的第六次全国人口普查数据，俄罗斯族约有15,393人。历经时代变迁，和大范围、长期跨族通婚，族群血统已经由俄罗斯人转变为华俄混血:8。在俄罗斯的华人华侨以新移民为绝大多数，在俄的华人75%以商业贸易为主，流动性非常大，其具体数量也难以给出准确的数字，不过根据俄罗斯官方统计，真正拥有俄罗斯长期居留身份的华人华侨不足1万人，其余的有20万到30万华人大多数持有劳动许可证暂住在俄罗斯，从事商业贸易。。
2000年，中俄两国签订团体旅游互免签证协议，两国公民可以以跟团旅游的方式免签证入境对方国家。自2017年8月8日起，中国公民持电子签证可入出俄境的口岸共38个，包括：
- 符拉迪沃斯托克克涅维奇机场、堪察加彼得罗巴甫洛夫斯克叶列佐沃机场、布拉戈维申斯克机场、哈巴罗夫斯克新机场、南萨哈林斯克机场、阿纳德尔乌戈尔尼机场、加里宁格勒赫拉波洛沃、圣彼得堡普尔科沃机场8个航空口岸；
- 符拉迪沃斯托克（商港部分）、扎鲁比诺、堪察加彼得罗巴甫洛夫斯克、科尔萨科夫、波西耶特、加里宁格勒、巴尔吉斯克、斯维特雷、维索茨克、圣彼得堡大港、圣彼得堡客运港11个海运口岸；
- 波格拉尼奇内、哈桑、马哈利诺、马莫诺沃、索维茨克5个铁路口岸；
- 波尔塔夫卡（俄语：Полтавка (Приморский край)）、图里罗格、巴格拉济奥诺夫斯克、古谢耶夫、格热霍特基、格罗诺沃、摩尔斯克、索维茨克、波格拉尼奇内、车尔尼舍夫斯克、伊万哥罗德、托尔菲亚诺夫卡、布鲁斯尼奇诺耶、斯韦托戈尔斯克14个公路口岸。

### 国家年

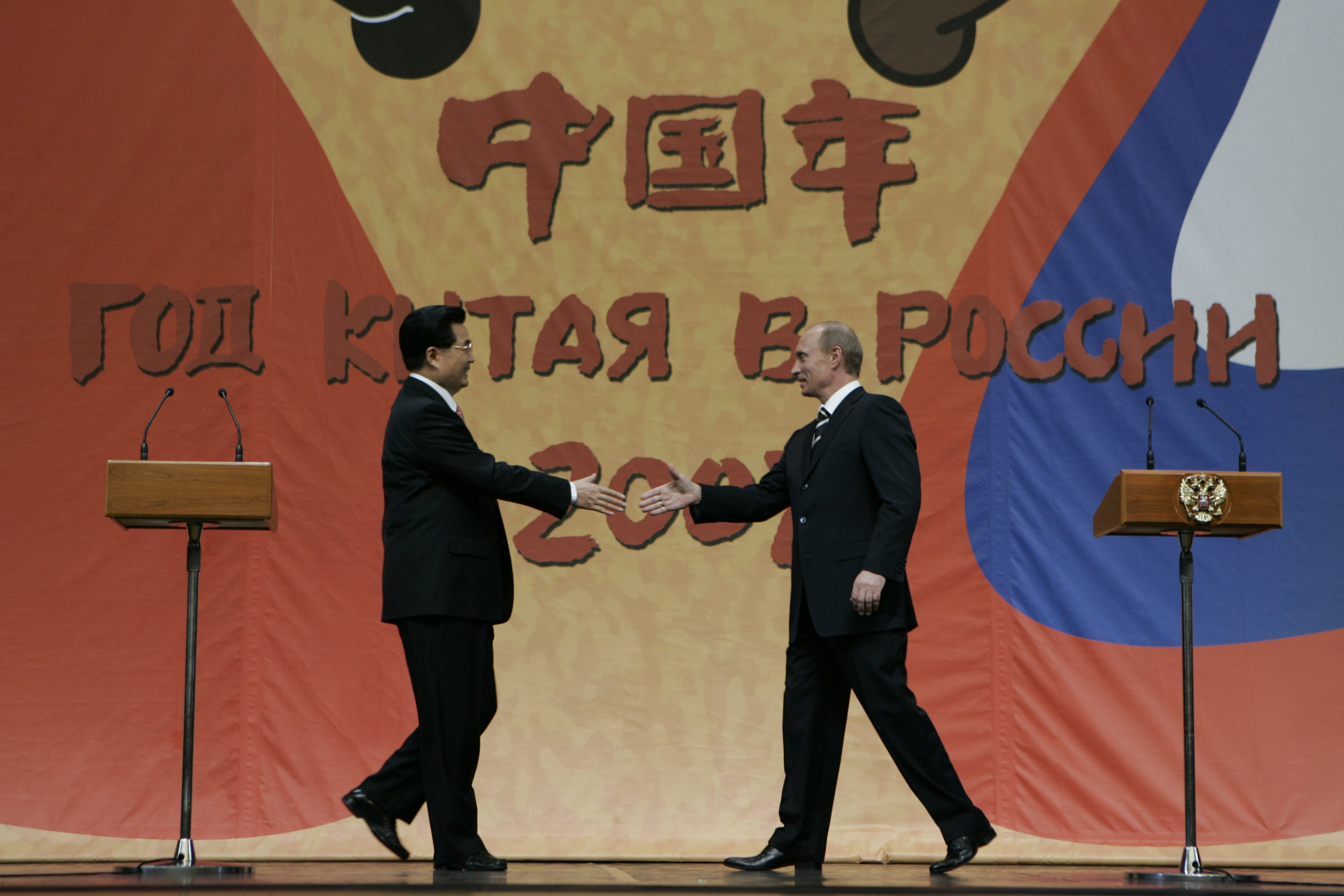
普京與胡錦濤出席2007年「中國年」

2005年7月，中俄兩國宣布將在2006年和2007年互办「国家年」活動，中國在2006年舉行「俄罗斯年」活動、俄罗斯則於2007年舉行「中国年」。中国「俄罗斯年」活動包括音乐会、书展、科技论坛等，不單是文化交流，也牽涉到中俄兩國的經貿和軍事往來；俄罗斯「中国年」的活動則有影展、郵票展覽、烹饪比赛等。繼互办「国家年」後，中俄兩國在2009年和2010年互办「语言年」，「俄语年」的活動包括俄语教师评比、寫作比賽等，「漢语年」的活動則有美术展、文艺晚会等。其後，中国在2012年舉辦「俄罗斯旅游年」，俄罗斯則在2013年舉辦「中国旅游年」。2014-2015年举办青年友好交流年，2016-2017年举办中俄媒体交流年，2018-2019年举办中俄地方合作交流年。2020-2021年举办中俄科技创新年。

### 跨国教育
1990年代虽然有苏联解体的不利影响，但中俄边贸带动了俄语人才市场需求及培养，主要是旅游、翻译人员，学历、学位在大专、学士层次。2005年，中国开设专业俄语的高校约65所。中国具有俄罗斯语言文学博士学位授予权的单位有：北京外国语大学、上海外国语大学、黑龙江大学、北京大学、北京师范大学和解放军外国语学院。2001年5月，根据中俄两国教育部的商定，作为两国教育文化交流的一个重要项目，在北京外国语大学、上海外国语大学、黑龙江大学成立了3个俄语中心；2002年2月，上海外国语大学和黑龙江大学的俄语学科被国家教育部列为全国重点学科。
伴随着“一带一路”倡议提出后中国和俄罗斯之间交往日益密切，越来越多的俄罗斯人开始对中国文化和中国语言感兴趣。据2018年统计，俄罗斯有179所大学、90余所中小学开设汉语课程。汉语在俄罗斯成为继英、法、德语之后学习人数最多的外语。目前，俄罗斯共有18家孔子学院。其中，莫斯科大学孔子学院由北京大学与莫斯科大学合作建立，開設汉语、书法、中医、武术等课程；截至2014年5月，莫斯科大学孔子学院共有約2000名已毕业的学员。
| 所在城市       | 承办机构                   | 合作机构         | 启动运行时间   | 网站                       |
| -------------- | -------------------------- | ---------------- | -------------- | -------------------------- |
| 共青城         | 阿穆尔国立人文师范大学     | 哈尔滨师范大学   | 2010年10月     | 网址（页面存档备份，存于） |
| 叶卡捷琳堡     | 烏拉爾聯邦大學             | 广东外语外贸大学 | 2007年12月28日 |                            |
| 乌兰乌德       | 布里亚特国立大学           | 长春理工大学     | 2007年7月6日   | 网址（页面存档备份，存于） |
| 托木斯克       | 托木斯克国立大学           | 沈阳理工大学     | 2008年5月      | 网址（页面存档备份，存于） |
| 布拉戈维申斯克 | 布拉戈维申斯克国立师范大学 | 黑河学院         | 2007年5月15日  | 网址（页面存档备份，存于） |
| 喀山           | 喀山联邦大学               | 湖南师范大学     | 2007年4月24日  | 网址（页面存档备份，存于） |
| 新西伯利亚     | 新西伯利亚国立技术大学     | 大连外国语大学   | 2007年4月8日   | 网址（页面存档备份，存于） |
| 伊尔库茨克     | 伊尔库茨克国立大学         | 辽宁大学         | 2006年12月22日 | 网址（页面存档备份，存于） |
| 伏尔加格勒     | 伏尔加格勒国立师范大学     | 天津外国语大学   | 2010年6月22日  | 网址（页面存档备份，存于） |
| 下诺夫哥罗德   | 下诺夫哥罗德国立语言大学   | 四川外国语大学   | 2010年5月5日   | 网址（页面存档备份，存于） |
| 圣彼得堡       | 圣彼得堡大学               | 首都师范大学     | 2006年11月10日 | 网址（页面存档备份，存于） |
| 梁赞           | 梁赞国立大学               | 长春大学         | 2010年3月23日  | 网址（页面存档备份，存于） |
| 莫斯科         | 莫斯科国立语言大学         | 北京外国语大学   | 2010年3月23日  | 网址（页面存档备份，存于） |
| 莫斯科         | 莫斯科国立大学             | 北京大学         | 2007年9月6日   | 网址（页面存档备份，存于） |
| 莫斯科         | 俄罗斯国立人文大学         | 对外经贸大学     | 2006年12月26日 | 网址（页面存档备份，存于） |
| 海参崴         | 远东联邦大学               | 黑龙江大学       | 2006年12月21日 | 网址（页面存档备份，存于） |
| 卡尔梅克       | 卡尔梅克国立大学           | 内蒙古大学       | 2007年11月22日 | 网址（页面存档备份，存于） |

2014年中俄签署了《中国教育部和俄罗斯教育科学部关于支持组建中俄同类高校联盟的谅解备忘录》。中俄两国高校已经签署了近1000份合作协议，设立了100多个合作办学机构项目。2019年，两国间各类留学交流人员突破9万人。2022年5月，哈尔滨工业大学与圣彼得堡国立大学合作办学项目的3个专业启动招生。
| 学校                       | 创建时间 | 中方           | 俄方                       |
| -------------------------- | -------- | -------------- | -------------------------- |
| 深圳北理莫斯科大学         | 2017年   | 北京理工大学   | 莫斯科国立罗蒙诺索夫大学   |
| 哈尔滨师范大学国际美术学院 | 2018年   | 哈尔滨师范大学 | 莫斯科国立苏里科夫美术学院 |
| 哈工大圣彼得堡中俄联合校园 | 2022年   | 哈尔滨工业大学 | 圣彼得堡国立大学           |

## 其他层面

### 地方合作
地方合作是中俄双边关系的重要组成部分，也是中俄推动务实合作的重要增长点。2019年11月29日，中俄两国间首座跨黑龙江（阿穆尔河）界河公路桥竣工。截至2020年9月，双方已经建立148对友好城市及省州、数十对经贸结对省州，启动中俄地方领导人定期会晤机制并建立中国长江中上游地区和俄罗斯伏尔加河沿岸联邦区地方合作理事会、中国东北地区和俄罗斯远东及贝加尔地区政府间合作委员会。在“长江-伏尔加河”区域合作机制带动下，2018年长江中上游6个省市对俄贸易额达到近50亿美元。

### 国际协同
中俄同为世界政治大国和联合国安理会常任理事国。中俄共同推动成立了上海合作组织，建立了金砖国家、中俄印、中俄蒙合作等机制，在联合国、二十国集团、金砖国家、亚太经合组织、上合组织、亚洲相互协作与信任措施会议（亚信）等共同参与的多边机制框架保持密切沟通和协调。中俄在伊核问题、朝核问题、中东问题等安全领域发挥建设性作用，在经济贸易领域，中俄积极推进贸易自由化、发展多边主义，反对贸易保护主义。
2017年7月，中国领导人习近平访俄期间与俄罗斯总统普京会面，两国元首签署并发表《中俄关于当前世界形势和重大国际问题的联合声明》。双方外交部发表《关于朝鲜半岛问题的联合声明》，阐述共同立场主张。2019年6月，两国元首签署并发表《关于加强当代全球战略稳定的联合声明》。2021年3月23日，中国国务委员兼外长王毅与来访的俄罗斯外长拉夫罗夫于桂林发表联合声明，就人权、民主、国际法和多边主义等全球治理若干问题阐述了共同立场。

### 俄羅斯入侵烏克蘭期間

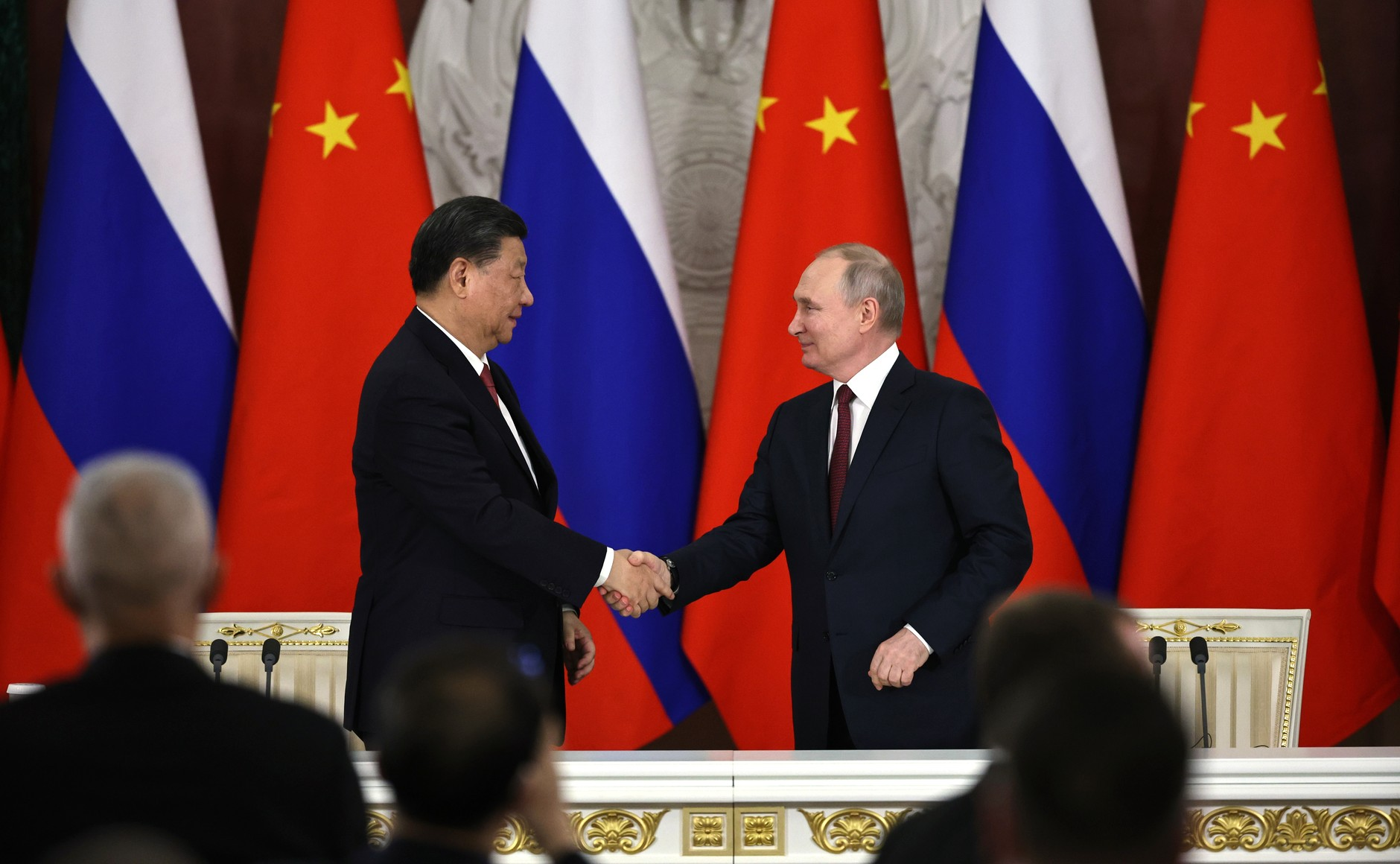
中共中央总书记习近平与俄罗斯总统普京在俄乌战争期间於莫斯科会面

2022年俄羅斯入侵烏克蘭後，中共中央總書記習近平同俄羅斯總統普京通電話。習近平指出，中方根據烏克蘭問題本身的是非曲直決定中方立場，中方支持俄方同烏方通過談判解決問題。中方關於尊重各國主權和領土完整、遵守聯合國憲章宗旨和原則的基本立場是一貫的。2022年9月，中国全國人大常委會委員長栗戰書訪問俄羅斯，雖然中方未提戰爭，但俄羅斯衛星通訊社報導，栗戰書表示中國支持俄羅斯對烏克蘭的軍事行動。不過中國一直否認提供武器，即使中俄高層互訪期間，中方基於自身的利益和外交立場，也與烏克蘭方面保持密切聯繫。2023年2月24日，中国外交部发布《关于政治解决乌克兰危机的中国立场》文件。2023年3月21日，於俄羅斯進行國事訪問的习近平與普京共同签署并发表《中华人民共和国和俄罗斯联邦关于深化新时代全面战略协作伙伴关系的联合声明》，指双方将继续紧密沟通协作，中俄视彼此为优先合作伙伴，並強調解决乌克兰危机必须尊重各国合理安全关切并防止形成阵营对抗，表示负责任的对话是稳步解决问题的最佳途径。美国国务卿布林肯认为习近平会晤普京为俄战争暴行提供“外交掩护”。
2025年7月2日，中國最高外交官、中共中央外事工作委員會辦公室主任王毅親自向歐盟外交與安全政策高級代表卡雅·卡拉斯解釋，由於擔心美國將戰略重心轉向中國，中國不會讓俄羅斯輸掉與烏克蘭的戰爭。

### 其他
据美国之音的报道，2022年1月，俄罗斯一家航空和海军舰船发动机公司的两名工程师因给中国提供发动机技术和为中国培训人才被捕。2022年2月，俄罗斯赤塔市一名居民因为中国间谍机构搜集情报被以叛国罪判处八年徒刑。2022年5月，以色列一家网络安全公司表示中国官方支持的黑客组织向俄罗斯军工技术企业发起了攻击。2022年7月1日，俄罗斯科学家科尔克被俄羅斯当局拘捕，罪名是向中国安全机构提供含有国家机密的材料，涉嫌犯有叛国罪。
2023年7月29日，5名中国公民拟驾车自哈萨克斯坦经阿斯特拉罕州卡拉乌泽克口岸入境俄罗斯时遇阻，他們被注销旅游签证、拒绝入境。俄边防人员对他們进行达4小时反复审查。中国驻俄罗斯大使馆相关部门为此分别约见俄罗斯外交部、联邦边防总局、联邦安全总局等部门提出交涉，指出俄方在此次事件中出现的野蛮执法、过度执法行为严重损害中国公民合法权益，与中俄关系友好大局不符，并要求俄方立刻查明事件原因。俄方回應此次是單一事件，對中國公民無任何歧視性政策，原因是中方公民簽證目的地與實際不符，違反俄方法律規定。

## 国情比较
| 全称                  | 中华人民共和国                                   | 俄罗斯联邦                                                         |
| 简称                  | 中国                                             | 俄羅斯                                                             |
| --------------------- | ------------------------------------------------ | ------------------------------------------------------------------ |
| 國旗                  |                                                  |                                                                    |
| 國徽                  |                                                  |                                                                    |
| 领土面积              | 9,600,000平方千米，包括临海水（海）域领土            | 17,124,442平方千米，包括临海水（海）域领土，包含克里米亚和塞瓦斯托波尔 |
| 人口                  | 14.03亿                                          | 1.46亿（包含克里米亚和塞瓦斯托波尔）                               |
| 人口密度              | 150/平方                                         | 9/平方                                                             |
| 人口自然增长率        | 0.45%                                            | 0.40%                                                              |
| 城市化率              | 64.7%                                            | 74.8%                                                              |
| 首都                  | 北京市                                           | 莫斯科市                                                           |
| 政府                  | 单一制、一党制、社会主义                         | 联邦制、半总统制、资本主义                                         |
| 最高领导人            | 中共中央总书记：习近平                           | 总统：弗拉基米尔·普京                                              |
| 国家元首              | 国家主席：习近平                                 | 总统：弗拉基米尔·普京                                              |
| 政府首脑              | 国务院总理：李强                                 | 总理：米哈伊尔·米舒斯京                                            |
| 最高立法機構          | 全國人民代表大會（包括常務委員會）               | 俄罗斯联邦会议（联邦委员会和国家杜马）                             |
| 最高司法機構          | 最高人民法院                                     | 最高法院                                                           |
| 外交代表機構          | 中国驻俄大使馆                                   | 俄罗斯驻华大使馆                                                   |
| 外交代表              | 大使                                             | 大使                                                               |
| 主要语言              | 汉语                                             | 俄语                                                               |
| 宗教                  | 主要为无神论、无宗教或中国民间信仰，参见中国宗教 | 主要为基督宗教中的东正教，参见俄罗斯宗教                           |
| 民族                  | 参见中國民族列表                                 | 参见俄罗斯民族列表                                                 |
| GDP（国际汇率）       | $17.73万亿（2021）                               | $1.78万亿（2021）                                                  |
| 人均GDP（国际汇率）   | $12,551（2021）                                  | $11,654（2021）                                                    |
| GDP（购买力平价）     | $26.657万亿（2021）                              | $4.328万亿（2021）                                                 |
| 人均GDP（购买力平价） | $20,800（2021）                                  | $30,064（2021）                                                    |
| GDP实际增长率         | 8.1%（2021）                                     | 4.7%（2021）                                                       |
| 基尼系数（貧富差距）  | 46.2（高）                                       | 41.7（中）                                                         |
| 人類發展指數          | 0.761（高）                                      | 0.824（极高）                                                      |
| 货币                  | 人民币（¥）                                      | 卢布（₽）                                                          |
| 国防预算              | $2947亿（2022）                                  | $410亿（2021）                                                     |
| 武装部队人数          | 219万（2021）                                    | 101万（2021）                                                      |
| 劳动力                | 8.80亿（2021）                                   | 0.77亿（2021）                                                     |
| 移动电话              | 16.08亿（2021）                                  | 2.56亿（2021）                                                     |